# Nazionale maschile under 20 di calcio a 5 della Bolivia
La nazionale di calcio a 5 della Bolivia Under-20 è la rappresentativa di calcio a 5 Under-20 della Bolivia ed è posta sotto l'egida della Asociación del Fútbol Boliviano. Nel 2008 ha partecipato per la sua prima volta al Sudamericano de Futsal Sub-20, che si tiene ogni due anni.
La nazionale non ha brillato nell'unica edizione continentale disputata, dove è giunta solo terza nel proprio raggruppamento e non si è qualificata per le semifinali, l'unica vittoria ai danni del Messico (2-0), è stata anche la prima vittoria della nazionale in manifestazioni ufficiali internazionali.

## Partecipazioni al Sudamericano de Futsal Sub-20
- 2004:  non presente
- 2006:  non presente
- 2008:  Primo turno
- 2010:  non presente